# Beijing Shooting Range Hall
Il Beijing Shooting Range Hall (北京射击馆) è uno stadio che si trova nel distretto di Shijingshan, Pechino.
Esso ha ospitato le qualificazione e le finali del tiro a segno da 10, 20 e 50 m alle olimpiadi estive 2008 e tutte le gare di tiro a segno dei Giochi paralimpici estivi 2008.